# Camus (Brisville)
 (décembre 2017).
Si vous disposez d'ouvrages ou d'articles de référence ou si vous connaissez des sites web de qualité traitant du thème abordé ici, merci de compléter l'article en donnant les références utiles à sa vérifiabilité et en les liant à la section « Notes et références ».
Pour les articles homonymes, voir Camus.
Le livre Camus, est un essai de Jean-Claude Brisville sur l'œuvre de l'écrivain Albert Camus, prix Nobel de littérature en 1957, publié juste avant la mort de l'écrivain.

## Structure détaillée de l'ouvrage
- L'Homme :

tel qu'on le voit :  La vérité n'est pas simple (J-C Brisville), Une originalité sans désordre (M. Saint-Clair), Une sensibilité retenue (Roger Martin du Gard), Un visage qui sait sourire (S. de Madariaga) ;
tel qu'il se voit : fragments de L'Envers et l'Endroit;
- Les travaux et les jours ;
- Panorama de l'œuvre : La double vérité, la réflexion esthétique, le récits, le théâtre, les essais, profil de l'œuvre ;
- Les ouvrages de Camus : de L'Envers et l'Endroit (1937) à Carnets II (1964) ;
- Phrases et citations : Mes 10 mots préférés, la nature, l'histoire, le bonheur et la justice, douleur et misère, amour de vivre, le refus, l'ironie, la vérité, créer, bref ;
- Les dialogues : Entretiens sur la révolte (Pierre Berger, 1952), réponse à J-C Brisville (1959) ;
- Jugements et reflets : Jean-Paul Sartre, Gaëtan Picon, Rachel Bespaloff, René Char, Jules Roy, Jean Grenier ;
- Emmanuel Mounier, Pierre-Henri Simon, Jacques Lemarchand, André Rousseaux, Dominique Rolin, La Révolution prolétarienne ;
- Divers : bibliographie, phonographie, iconographie.